# Aero A-10
Aero A-10 byl československý dvouplošný jednomotorový dopravní letoun provozovaný ČSA ve 20. letech 20. století.

## Historie
Aero A-10 bylo zkonstruováno a vyráběno firmou Aero na základě objednávky společnosti ČsLAS (Československá letecká akciová společnost), která vznikla roku 1921 sloučením podniků První pražský letecký podnik Falco a První český letecký podnik Icarus. ČsLAS deklarovala záměr zahájit letecké spojení na lince Praha-Drážďany, uvažovalo se dokonce o pozdějším prodloužení linky až do Berlína. Nová společnost u Aera objednala první skutečný dopravní letoun v Československu, určený pro dvoučlennou osádku a přepravu čtyř cestujících v pohodlně vybavené uzavřené kabině (v tehdejší terminologii tzv. aerolimusina).
Ovšem záhy poté se firma ČsLAS finančně zhroutila. Vyrobené A-10 nakonec pro ČSA zakoupilo Ministerstvo veřejných prací, do provozu je převzalo Ministerstvo národní obrany pro letecký dopravní oddíl, který byl zřízen jako technický, personální a provozní základ vznikajících ČSA.
První let A-10 se uskutečnil 3. ledna 1922. Byl to jednomotorový dvoupříhradový dvouplošník s jednoduchými ocasními plochami, záďovým ostruhovým podvozkem a otevřenou kabinou dvoučlenné osádky, vyztužené smíšené konstrukce s dřevěnou kostrou. Konstrukce křídel a kormidel potažena plátnem, trup překližkou (s výjimkou krycích plechů motoru). Mohl přepravovat 4 cestující (první dva stroje používané u ČSA, další dva měly upravenou kabinu, kde byla přidáno pomocné páté sedadlo, upravené jako sklopné).

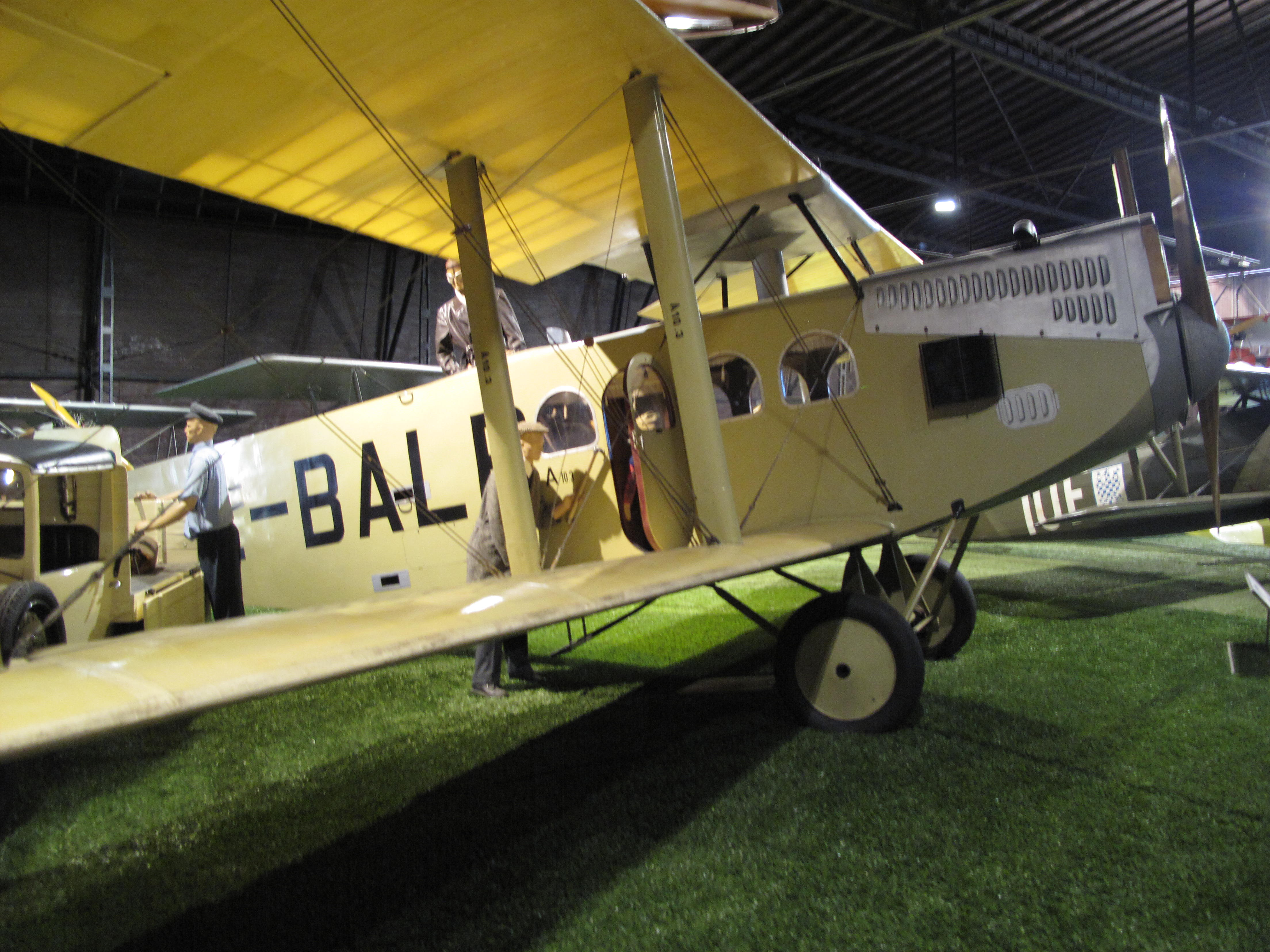
Aero A-10 (L-BALB), Letecké muzeum Kbely

V průběhu roku 1922 a počátkem roku 1923 se nový letoun dosti intenzivně zkoušel, mimo jiné na něm v prosinci 1922 šéfpilot Aerovky Josef Novák získal národní rekord, kdy s nákladem 500 kg vystoupal do výšky 5284,2 metrů. Dalšími byl vytrvalostí let v době 5 hodin a 10 minut (se šesti osobami) a také let stroje se 17 osobami (!) na palubě. Stroj L-BALA se také 6. července 1923 zúčastnil 1. leteckého závodu rychlostního o cenu presidenta republiky (A-10 doletěl s průměrem 128,5 km/h, což v kategorii C, tj. letounů s nákladem 500 kg na palubě, stačilo na získání druhého místa). Pro závod byl původně připravován stroj L-BALD, ale 15. června 1923 došlo při zkušebním letu k havárii — při startu došlo ke kolizi s žacím strojem. Osádku tvořil pilot kpt. V. Černý a mechanik Vlasák, na palubě ještě bylo šest vojáků. K vážnějšímu zranění nedošlo, ale letoun byl natolik poškozen, že již nebyl zařazen do provozu (právě na tomto stroji se předtím také uskutečnil ve své době známý, byť dnes již takřka zcela zapomenutý let se 17 osobami na palubě, zmíněný výše).
Československé státní aerolinie v roce 1923 převzaly čtyři letouny. Mezi lety 1923 a 1924 byly nasazeny na lince Praha — Bratislava, přitom podle statistik ČSA nalétaly 167,22 hodiny a 19 878 km (mezi květnem a červnem 1924 byl ukončen provoz všech čtyř A-10 při pravidelném provozu u ČSA). Po stažení z provozu byly uskladněny na letišti ve Kbelích, v dubnu 1925 byla komisionelně vyřazena z provozu u ČSA (stroj byl poněkud podmotorován a už při letových zkouškách v r. 1923 mjr. Rudolf Holeka navrhoval použití výkonnějších motorů Rolls-Royce nebo Renault, o výkonu 268 kW, resp. 221 kW, které měla vojenská správa tehdy v menším počtu k dispozici; k úpravám ale nedošlo ani v roce 1923, ani později — stroje byly během provozu u ČSA shledány poměrně nespolehlivými, navíc některé byly po nouzových přistáních v různém stupni poškozeny, tudíž se případné přestavby jevily jako nerentabilní).

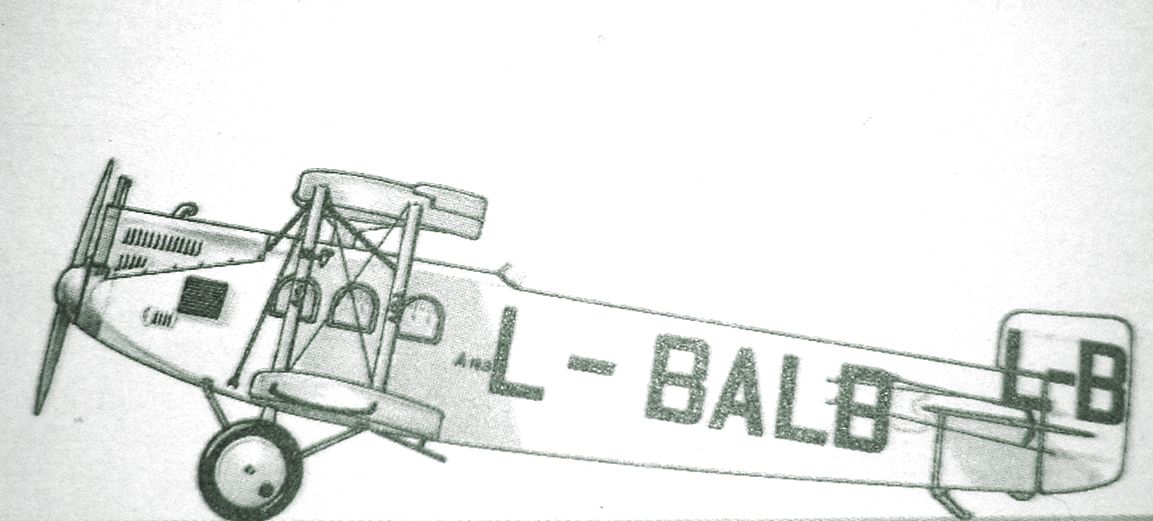
A-10.3 - boční pohled

Za znamenání nepochybně stojí let stroje A-10.5, L-BALA, z Prahy do švédského Göteborgu (přes Berlín a Kodaň) v červenci 1923, který vykonal pilot rtm. Alois Vrecl s reprezentační delegací (kpt. Dangelzer, Ing. Trnka a Ing. Kašpar), kde stroj také byl vystaven na mezinárodní letecké výstavě u příležitosti kongresu FAI. Další let do ciziny se uskutečnil 29. července 1923, kdy se strojem A-10.3 (L-BALB) pilot mjr. Jaroslav Skála letěl do Jugoslávie, na trati Praha-Bratislava-Novi Sad-Mostar (na palubě byl ministr národní obrany).
V květnu 1927 bylo vyjednáno, že jeden ze strojů bude předán k vystavení pro poštovní muzeum, po uvedení do řádného stavu — opravy byly provedeny v dílnách ČSA. Oprava stroje L-BALB, provedená na účet Ministerstva veřejných prací, byla ukončena k 28. únoru 1928 a stroj byl připraven k předání Poštovnímu muzeu. Tam zůstal až do roku 1956, pak byl předán do majetku Národního technického muzea, kde byl pro svoji rozměrnost uložen do depozitáře demontován a rozřezán. Řada dílů byla pak postupem času zničena. Dochovalé částí trupu, podvozku a některé další díly byly východiskem pro rozsáhlou dostavbu a restaurování provedené v LO Trenčín (zcela původní jsou například dveře do kabiny cestujících). Motor Maybach Mb-IVa je zcela funkční. Zrekonstruované Aero A-10 L-BALB je dnes součástí expozice leteckého muzea v Praze-Kbelích. Ostatní stroje byly k 31. prosinci 1927 zrušeny (v dubnu 1928 následoval již jen formální výmaz z rejstříku).

## Vyrobené A-10
Podle L+K
| Poznávací značka | Výrobní číslo | Datum zápisu do rejstříku | Datum výmazu z rejstříku |
| L-BALA           | 5             | 14. července 1923         | 16. dubna 1928           |
| L-BALB           | 3             | 27. února 1923            | 16. dubna 1928           |
| L-BALC           | 2             | 27. února 1923            | 16. dubna 1928           |
| L-BALD           | 1             | 27. února 1923            | 3. listopadu 1925        |
| L-BALE           | 4             | 27. února 1923            | 16. dubna 1928           |

A-10.1, L-BALD, havaroval 15. června 1923, nebyl opraven a již nikdy nelétal, k výmazu z rejstříku došlo ale až 3. listopadu 1925.

## Specifikace

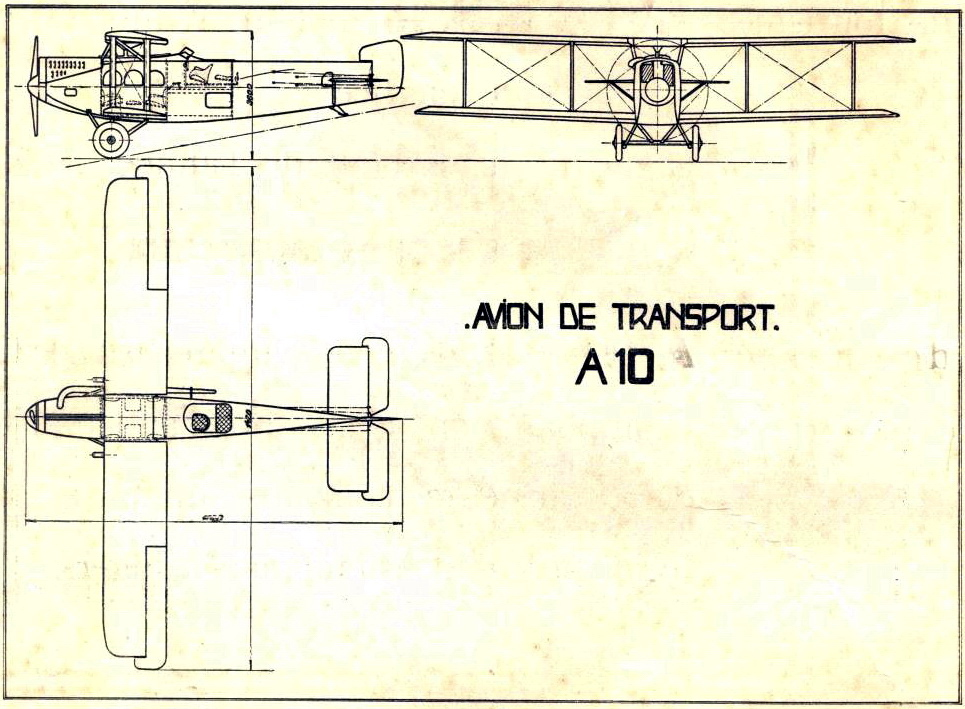
Aero A-10, nákres

Data podle: Němeček

### Technická data
- Rozpětí: 14,17 m
- Délka: 10,14 m
- Výška: 3,56 m
- Nosná plocha: 49,00 m²
- Hmotnost prázdného letounu: 1472 kg
- Vzletová hmotnost: 2260 kg
- Pohonná jednotka: vodou chlazený šestiválcový řadový motor Maybach Mb.IVa
- Vzletový výkon motoru: 260 k (191 kW) při 1400 ot/min

### Výkony
- Maximální rychlost: 160 km/h
- Cestovní rychlost: 130 km/h
- Dostup: 5800 m
- Vytrvalost: 4 hodiny
- Dolet: 520 km